# Écija Balompié
El Écija Balompié es un club de fútbol español de la ciudad de Écija (Sevilla) que fue refundado en 1968. Actualmente, juega en el grupo 1 de la Segunda División Andaluza.

## Historia
El germen del actual club nació en 1939 como Écija Football Club, aunque desapareció y se refundó en 1968. La iniciativa contó con notables apoyos, como el regalo de las indumentarias para los jugadores, donadas por la Federación, así como ayudas en efectivo para la instalación de duchas en los vestuarios. El Écija Balompié disputa su primera competición oficial en 1969 en el campeonato de la Copa de Primavera y posteriormente militando en Regional.
Fue en 1987 cuando el club logra el ascenso a la Tercera división española. En ese periodo en Tercera, el Écija acarició el ascenso al lograr dos subcampeonatos. En 1992 el club logra un nuevo ascenso y alcanza la Segunda división B española. El partido definitivo para consumar el ascenso de categoría se disputó en un abarrotado Municipal de San Pablo el 28 de junio de 1992 ante el Talavera CF, al que el equipo entrenado esa temporada por Paco Chaparro venció por 3-1.
En junio de 1995, tras una disputada liguilla de ascenso, el Écija Balompié logró el ansiado ascenso a la Segunda división española. En la liguilla final por el ascenso disputó un partido contra el Levante Unión Deportiva, en el hoy día conocido como Estadio Ciutat de Valencia. El Écija Balompié se marchó al descanso con un marcador adverso de dos goles a cero. Durante la segunda parte el equipo azulino realizó la proeza de marcar cuatro goles, remontar y ganar el partido. Tres días más tarde, en la última jornada de la liguilla, celebrada en el Estadio Municipal San Pablo, el cuadro astigitano logró un valioso empate con el equipo levantino que sumado al empate del Numancia (tercero en discordia en la pugna por el ascenso) certificaba el ascenso del Écija Balompié a la Segunda división española. Categoría en la que permaneció durante las dos temporadas siguientes.
En la temporada 1996-1997, descendería de nuevo a Segunda división B española y durante las siguientes temporadas el equipo atraviesa serios problemas económicos que le llevan al borde de la desaparición. En 1998 los jugadores de aquella plantilla se encerraron en el Ayuntamiento de Écija durante varias semanas, reclamando el abono de sus nóminas. Finalmente el Écija salva la temporada y consigue mantener la categoría.
Durante los años posteriores, el club se mantuvo en una posición mediocre. 
En la temporada 2005-2006, el equipo logró clasificarse para disputar la Copa del Rey al año siguiente. También se produjeron cambios en los dueños del club. El equipo fue vendido a una serie de exfutbolistas béticos, entre los que destacan Rafael Gordillo, Roberto Ríos y Vidakovic, por una cifra estimada de 600.000 euros.
En la temporada 2006-2007, el equipo disputó la Copa del Rey, llegando hasta los treintaidosavos de final. Eliminó al Villanovense, al Real Unión (3-0) y al Éibar (0-0), ganó en la tanda de penaltis).En la siguiente eliminatoria se enfrentó a doble partido al Real Madrid. El estadio de San Pablo llenó sus asientos con más de 12 000 personas, instalándose en gradas supletorias unas 6000. El Écija Balompié empató a uno en San Pablo contra el Real Madrid con gol de Nolito. Pero en el partido de vuelta, aunque se llegó al descanso con empate (0-0), el Real Madrid hizo muestra de su poderío ganando con un 5-1 y eliminando al Écija Balompié de la Copa de S.M. el Rey. Fue un partido histórico. Más de 7 000 ecijanos acudieron al Bernabéu y, además, el estadio madridista colgó por primera vez en la temporada el cartel de «no hay billetes».
Tras quedar campeón del Grupo IV de la Segunda División B española, continúa en la misma categoría al no poder conseguir, en la final del play off, el ascenso ante la SD Huesca.
En la temporada 2008-2009 dirige al equipo Pedro Buenaventura Ugía, que era el secretario técnico de la entidad hasta que fue cesado y sustituido temporalmente por José Antonio Gordillo hasta la llegada de Oli al banquillo azulino.
En el verano de 2009, el club atraviesa serias dificultades económicas que le ponen al borde del descenso a tercera división, por impago a los jugadores. Finalmente se solventan los problemas y el Consejo de Administración recorta seriamente el presupuesto para la campaña 2009-2010. Risto Vidakovic dirige al equipo durante toda la temporada, concluyendo en un decente décimo lugar después de ser uno de los equipos de la categoría que mejor fútbol practicó durante todo el campeonato. El equipo estuvo varias semanas entre los primeros clasificados pero en el último tramo de la liga empeoró sus registros quedándose sin posibilidades de ascenso.
En el verano de 2010, el equipo volvía a una situación complicada: no se sabía si continuarían en segunda división B o simplemente desaparecería, como se veía amenazando durante los últimos años. Pero el 3 de agosto de 2010 un grupo de empresarios ecijanos, tras duras negociaciones con los máximos dirigentes, se hacen con las riendas del equipo. Después de muchos años el equipo volvía a estar a cargo de personas de la misma ciudad. Es el 4 de agosto de 2010 a las 20:00 horas de la noche cuando se presentan en sociedad los nuevos dirigentes. Junto a la presentación del «nuevo Écija» se hizo la presentación del nuevo entrenador para la temporada, Manuel Zúñiga Fernández. El equipo hace una muy digna campaña, quedando clasificado en la primera parte de la tabla, concretamente en el puesto noveno, con 54 puntos.
La llegada del verano de 2011 trae más tranquilidad al equipo y varios jugadores de la campaña anterior renuevan su contrato con la entidad. Los recortes económicos son patentes pero el club se convertirá en uno de los pioneros en España en recortar sueldos pero en abonarlos religiosamente a sus jugadores. Lucas Cazorla es el entrenador para la temporada 2011-2012, pero, debido a los malos resultados, el 8 de enero el club le cesa, siendo sustituido por Miguel Rivera.
En la siguiente temporada es de nuevo entrenado por Miguel Rivera, consiguiendo el octavo puesto de su grupo y clasificándose para la Copa del Rey de la siguiente temporada.
En la temporada 2013-2014, se realiza una amplia renovación del equipo, debido a nuevos recortes en el presupuesto, quedándose solamente tres jugadores de la anterior temporada. Se fichan jugadores jóvenes y llegan cedidos varios jugadores de equipos de Primera y Segunda División. También se cambia todo el cuerpo directivo, llegando como entrenador José Ángel Garrido Martínez el cual es destituido al finalizar la sexta jornada de liga sin haber conseguido ninguna victoria en los ocho partidos oficiales disputados. Se hace cargo del equipo el coordinador de la cantera José Manuel Borja, el cual es cesado al término de la decimoquinta jornada. En la decimoséptima jornada se hace cargo del equipo David Sánchez Marín hasta casi el final de temporada, cuando deja de acudir a los entrenamientos por enfermedad. Al finalizar esta temporada 2013-14, el Écija desciende a Tercera División como último clasificado.
En la temporada 2013-2014, se empiezan con los actos conmemorativos del 75.º aniversario de la fundación del club, que se cumple en 2014.
En la temporada 2016-2017, el club es comprado por un empresario coreano que promete devolver al club a una categoría superior a Tercera. Al final de esa temporada, el club consigue jugar la promoción de ascenso a la Segunda División B y superando al Olímpic de Xàtiva en los penaltis, tras el tiempo reglamentario y la prórroga, ascendiendo así a Segunda B.
En la temporada 2017-18, el club astigitano vuelve a descender a la Tercera División con 45 puntos, 11 partidos ganados, 12 empatados y 15 perdidos.
En la temporada 2018-19, además de estar a punto de desaparecer causa de la deuda generada por el antiguo presidente Yunn-Gon Park, tuvo que esperar a los 'play off' de ascenso a Segunda B para saber si la 19-20 iba a ser equipo de Tercera o de División de Honor, pero gracias a que Cádiz B y Algeciras ascendieron pudo mantener la categoría.
A inicios de la temporada 2019/20, sufre un descenso administrativo a la División de Honor al no saldar los impagos.
Una temporada después vuelve a descender tras no jugar ningún partido.
En la temporada 2023-24, el Écija Balompié volvió a jugar en la categoría más baja del fútbol, en Tercera División Andaluza, acabando el curso futbolístico en la primera posición, consiguiendo el ascenso directo a la siguiente competición.

## Uniforme
- Uniforme titular: Camiseta azul, pantalón blanco y medias azules.
- Uniforme suplente: Camiseta amarilla, pantalón azul y medias amarillas.

## Estadio
Estadio San Pablo, con capacidad para 5 500 personas. Dimensiones 103 x 69 metros.

## Himno
El himno actual del Écija Balompié se estrenó el día en el que el equipo subió a la Segunda división B española, partido disputado contra el Talavera en el Municipal de San Pablo. Sus autores son Ramón Freire Gálvez (letra) y José Luis Asencio Padilla (música).Rafael 
Arroyo Martín (vocalista).

## Datos del club
- Temporadas en 1ª: 0
- Temporadas en 2ª: 2
- Temporadas en 2ª B: 20
- Temporadas en 3ª: 8
- Campeonatos de 2ª B: 1
- Mejor puesto en la liga: Decimotercera (Segunda división española temporada 95-96)
- Peor puesto en la liga: Vigésima (Segunda división española temporada 96-97)

## Jugadores y cuerpo técnico

### Jugadores Históricos
- Rafael Gordillo, exjugador el Real Betis y el Real Madrid.
- Salva Ballesta, exjugador del Sevilla FC y el Club Atlético de Madrid.
- Wilfred Agbonavbare, exportero del Rayo Vallecano y de la selección de fútbol de Nigeria.
- Alberto Saavedra Brazo, exjugador del Villarreal Club de Fútbol.
- Paco Luna, exjugador del Albacete Balompié y el Real Sporting de Gijón.
- Pepe Mel, exjugador del Real Betis.
- Juan Carlos Quero, exjugador de C.D. Málaga, Córdoba C.F y Real Valladolid.
- Nolito, actualmente militando en el Celta de Vigo de LaLiga EA Sports.
- Rubén Pérez del Mármol, procedente de las categorías inferiores del Écija Balompié, recaló en la cantera del Atlético de Madrid. Tras jugar en varios equipos de Primera División Española y en Italia, juega actualmente en el Panathinaikos.
- Manuel Zúñiga, exjugador del RCD Espanyol, Cádiz CF y Sevilla FC.
- Antoñito, actualmente militando en el Deportivo de La Coruña.
- Canillas, actualmente en el Atlético Sanluqueño.

### Entrenadores
- Francisco Chaparro Jara (1990-92)
- Francisco Chaparro Jara (1993-94)
- Manuel Wic Moral (1994-95)
- José Enrique Díaz (1995-97)
- José Ángel Moreno (1998-99)
- Antonio González Flores (1999)
- José Luis Montes (1999-02)
- Francisco Chaparro Jara (2002-04)
- Miguel Rivera Mora (2004-07)
- Josep Maria Nogués Salvatella (2007-08)
- Pedro Buenaventura Ugía (2008)
- Oli (2009)
- Risto Vidakovic (2009/-10)
- Manuel Zúñiga Fernández (2010-11)
- Lucas Cazorla (2011-12) Media temporada
- Miguel Rivera Mora (2012-13)
- José Ángel Garrido Martínez (2013)
- José Manuel Borja (2013)
- David Sánchez Marín (2013-2014)
- Juan Ramón Martín Pastor (2014-2015)
- Juan Carlos Gómez Díaz (2015-2018)
- Marc Domínguez Martín (2018-2018)
- David Páez González (2018)

## Palmarés
- Campeón del Grupo IV de la Segunda división B española (Temporada 2007-08)

### Trofeos amistosos
- Trofeo Ciudad de Linares: (1) 2012

## Trofeo las Once Torres
Trofeo que se otorga al mejor jugador, según los aficionados, de cada equipo astigitano (Écija Balompié, Écija CF y Écija Fútbol Sala).
- Primera edición (2013/14): Álvaro Ocaña Gil
- Segunda edición (2014/15): Antonio Troyano
- Tercera edición (2015/16): Antonio Carmona Pozo
- Cuarta edición (2016/17):  David Castro Bermudo
- Quinta edición (2017/18): Sergio Dueñas Ruiz